# Xochiaca
Xochiaca, alternativt Xochiaca Parte Alta, är en ort i Mexiko. Den ligger i kommunen Chimalhuacán och delstaten Mexiko, i den centrala delen av landet, cirka 18 km öster om huvudstaden Mexico City. Xochiaca tillhör Mexico Citys storstadsområde och hade 1 375 invånare år 2010.